# Tianquizolco
Tianquizolco Es una de las 20 localidades que forman parte del Municipio de Cuetzala del Progreso, ubicado en la zona económica denominada Norte del Estado de Guerrero, está ubicado en las coordenadas 18.223103 Latitud y -99.755213 Longitud a una elevación aproximada de 1630 metros. 

## Toponimia
La versión más aceptada y difundida es proveniente del Náhuatl siendo el significado para Tianquizolco agua encañada entre piedras blaquiscas. 
Otra de las versiones se refiere a una composición de varios vocablos: tiankistli (mercado), zotl (adjetivo calificativo de viejo no referente a personas) y co (lugar), dejando paso a la definición de: Donde el mercado viejo. Cabe mencionar que la palabra tiankistli no solo abarca el significado de mercado, más bien sería interpretado como un punto de reunión o donde la gente se reúne, también en menor grado es usado en forma alusiva para referirse a la constelación de la Pléyades, así la palabra compuesta tianquizolco quedaría enmarcada en: el lugar viejo de reunión.